# Félix Guerreiro
Pour les articles homonymes, voir Guerreiro.
Félix Guerreiro, de son nom complet Félix Marques Guerreiro, est un footballeur portugais né le 26 juillet 1945 à Lisbonne. Il évoluait au poste d'ailier droit.

## Biographie

### En club
Formé au Benfica Lisbonne, il commence sa carrière sur les terrains professionnels lors de la saison 1964-1965. Pour sa première saison, il est Champion du Portugal en 1965,. Il marque un but lors d'un match retour d'une confrontation contre Dudelange en Coupe des clubs champions lors de la saison 1965-1966.
Transféré au Vitória Setúbal en 1966, il passe sept saisons au sein du club remportant notamment une Coupe du Portugal en 1967,.
De 1973 à 1976, il évolue à l'Atlético Portugal,.
Sa carrière se termine en 1977 après un passage au Benfica Viseu,.
Il dispute au total 177 matchs pour 49 buts marqués en première division portugaise,. En compétitions européennes, il dispute 2 matchs pour 1 but marqué en Coupe des clubs champions, 4 matchs pour 2 buts marqués en Coupe des vainqueurs de coupe et 30 matchs pour 4 buts marqués en Coupe UEFA.

### En équipe nationale
International portugais, il reçoit trois sélections en équipe du Portugal entre 1969 et 1971.
Il débute en sélection lors d'une rencontre des qualifications pour la Coupe du monde 1970 le 2 novembre 1969 contre la Suisse (match nul 1-1 à Berne).
Le 10 décembre 1969, il dispute une rencontre contre l'Angleterre (défaite 0-1 à Londres).
Son dernier match est disputé dans le cadre des qualifications pour l'Euro 1972 le 17 février 1971 contre la Belgique (défaite 0-3 à Anderlecht).

## Palmarès
Avec le Benfica Lisbonne :
- Champion du Portugal en 1965

Avec le Vitória Setúbal :
- Vainqueur de la Coupe du Portugal en 1967
- Finaliste de la Coupe du Portugal en 1968